# Eray Şamdan
Eray Şamdan (Kocaeli, 25 luglio 1996) è un karateka turco, vincitore della medaglia di bronzo ai Giochi olimpici estivi di Tokyo 2020.

## Palmarès
- Giochi olimpici

Tokyo 2020: bronzo nei -67 kg;
- Mondiali

Budapest 2023: bronzo nei -60 kg;
- World Games

Chengdu 2025: oro nei -60 kg;
- Europei

Guadalajara 2019: bronzo nei -60 kg;
Parenzo 2021: oro nei -60 kg;
Gaziantep 2022: oro nei -60 kg;
Guadalajara 2023: bronzo nei -60 kg;
Zadar 2024: bronzo nei -60 kg;
- Giochi del Mediterraneo

Tarragona 2018: bronzo nei -60 kg;
Orano 2022: oro nei -60 kg;